# Свето копље
Свето копље, такође познато као Копље судбине, Лонгиново копље или Христово копље је назив за копље којим је, према Јовановом јеванђељу прободен Исус за време распећа. Артефакт за кога се наводи да је био управо то копље се први пут у историјским изворима спомиње 570 године. С временом се претворило у једну од најпознатијих средњовековних реликвија; постоје три копља за која се тврдило да су Света копља - тзв. Ватиканско копље, Еџмијадинско копље и Бечко копље.
Свето копље је чест предмет и мотив филмова, књига и уметничких дела везаних уз хришћанску митологију.
Према легенди, из ране на Исусовом телу крв је попрскала лице центуриона који је начинио и он је, полуслеп јер је боловао од катаракте, изненада прогледао. Центурион, који је починио тај чин милости, звао се Гај Касије Лонгин, и хришћанско предање ће га касније препознати као Лонгина Копљоношу, Лонгина Столпника или Апостола Христове крви. Свети Лонгин се и данас поштује као светац и у католичкој и у православној цркви.
Копље је било стари талисман моћи. Још је Џошуа њиме дао знак својим војницима да великом виком сруше зидове Јерихона. То исто копље је краљ Саул у тренутку љубоморе бацио на младог Давида. Херод Велики је држао ово копље као симбол моћи над животом и смрћу људи, када је наредио покољ невине деце у Јудеји како би убио дете по имену Христ које ће порасти и постати "Краљ Јевреја". Сада су то копље носили спремни да поломе кости Исусу Христу. Лонгин је учинио ово дело из саосећања да би заштитио тело Исусово од масакра.

## Римско
У међувремену, у жлеб на средини копља уметнут је ексер са крста и обложен златним нитима. Постао је света реликвија, за коју се говорило да поседује чудесна својства и да онај који га поседује, у својим рукама држи судбину човечанства.  Следећих векова, Копље је мењало власнике. Из Јерусалима су га 615. године однели Персијанци (који су га сломили на два дела), затим је неким нејасним путем дршка стигла до Византије и после освајања Константинопоља, припала султану Бајазиту II, који ју је поклонио папи Иноћентију VIII. Прича се да је данас у једном од носећих стубова куполе базилике Св. Петра у Ватикану.

## Бечко
Што се тиче металне оштрице копља, она је - према једној верзији у 13. веку стигла до руку краља Француске, светог Луја, који ју је похранио у Капели Светаца у Паризу. Одатле је нестало у време Француске револуције да би се, за време Другог светског рата нашло у Кракову, одакле је доспело до руку Адолфа Хитлера, који га је прогласио фалсификатом.
Копље судбине које се чува у Бечу, у Царској ризници у палати Хофбург, дошло је у посед римског цара Отоа I у 10. веку, али је његов пут потпуно непознат. У њега је 1084. угравиран натпис "ексер нашег господа" због ексера који је у њега утиснут а за кога се верује да је са Христовог распећа. 1273. године је први пут коришћено у обреду крунисања цара, а 1350. је по средини превучено златним наглавком. 1424. године га је император Сигисмунд пребацио из Прага у свој родни Нирнберг, одакле је због приближавања француских револуционарних снага пребачен у Беч.

## Јерменско
Древни Вагаршапат, једна од историјских престоница древних краљева овог народа, дом је трећег копља за које се верује да је оружје којим је прободен хришћански месија. Прво помињање ове реликвије је у тексту "Свете реликвије нашег Господа Исуса Христа" из 13. века, према коме је она донесена у Јерменију од стране апостола Тадеја који је живео у 1. веку. Средином 17. века француски путописац Таверније био је први западњак који је видео ово копље у Јерменији. Руси су почетком 19. века освојили манастир и практично украли светињу, пребацивши је у Тбилиси, који је тада био део Руског царства. Касније је ипак враћен Јерменима.